# Флаг Ровно
Флаг Ровно (укр. Прапор Рівного) — флаг города Ровно Ровненской области Украины, утверждённый решением городского совета 17 марта 1993 года.

## Описание
Флаг представляет собой прямоугольное полотнище, состоящее из трех горизонтальных полос: голубой, зелёной и белой, с соотношением их ширины 5:1:5, на двух верхних полосах на расстоянии 1/3 длины флага от флагштока изображён герб города.
Флаг города является одним из символов городского самоуправления. Флаг создан с использованием гаммы цветов исторического герба города, в обратном, согласно законам геральдики, порядке. Основной цвет — серебряно-белый — снизу, далее — зелёный, а голубой — сверху. Трёхцветное полотнище флага прямоугольной формы с соотношением сторон 2:3 (ширина к длине). Флаг имеет три продольные полосы: голубую (5 частей), зеленую (1 часть) и серебряно-белую (5 частей).
Цвета флага символизируют: голубой — красоту и величие, зелёный — надежду, радость, достаток; серебряно-белый — невинность и чистоту.